# Cypřišek Lawsonův
Cypřišek Lawsonův (Chamaecyparis lawsoniana) je severoamerický jehličnatý strom z čeledě cypřišovitých.

## Původ
Je původem ze Spojených států severoamerických z oblastí států Kalifornie a Oregon. Roste většinou v izolovaných populacích v jehličnatých lesích, nejčastěji s borovicemi a jedlemi, do nadmořské výšky asi 1700 m a hlavně na hadcových podložích. Snáší sušší prostředí, znečištěné ovzduší i polostín, má rád zásaditou půdu. Při extrémních mrazech namrzá. V roce 1854 byl dovezen do Edinburghu ve Skotsku a o pět let později i do Čech (Nové Hrady?).

## Popis
Je to stálezelený strom dorůstající ve své domovině do výšky 50 metrů, v našich podmínkách jen 25 metrů. Má tvar úzce kuželovitý až válcovitý, kmen mívá výčetní tloušťku až 3 m. Jeho větve jsou husté s kratšími a většinou vodorovnými větvičkami. Konce větví i terminálu jsou obvykle převislé. Borka je hnědá s červenavým nádechem, u nejstarších stromů je tlustá 15 až 25 cm (u stromu do 100 let stáří asi jen 2 cm). Hladké špičaté až zašpičatělé modrozelené šupinovité listy jsou přitisklé k ose, zespodu mají šedý lem ve tvaru písmene X, jsou dlouhé od 2 do 3 mm. Po rozetření vydávají příjemné aroma, stejně jako mladá kůra.
Žlutozelené samčí šištice, mající v průměru 2 až 3 mm, jsou v období zralosti načervenalé až purpurové, mají červená prašná pouzdra s pylem. Samičí šištice jsou kulovité nebo mírně kuželovité, 8 až 12 mm v průměru, skládají se z 5 až 10 šupin, zralá jsou červeno hnědá. Po opylení dozrávají ještě téhož roku na podzim, pod každým plodolistem vyrostou 2 až 4 semena dlouhá od 2 do 5 mm se zhruba stejně velkým křídlem.

## Význam
Dříve v době přirozené hojnosti bylo jeho bílé, vonné dřevo velmi ceněno a z Ameriky i vyváženo, např. do Japonska na stavbu chrámů, nebo se používalo na stavbu lodí. Nyní jsou přirozené zdroje vydrancovány.
Dřevo obsahuje olej používaný jako léčivá droga, vnitřně i inhalací, Olej se nyní získává destilací pilin a jiného dřevěného odpadu. Dlouhodobé vdechování naopak je spojováno s onemocněním ledvin.
Cypřišek Lawsonův je velice variabilní druh. Šlechtí se intenzivně co do výšky, vzhledu, tvaru i barvy jehličí a je známo okolo 500 kultivarů. Toho se využívá v parkové a zahradní výsadbě, kde je jeden z nejvýznamnějších jehličnanů.

## Ohrožení
Zhoubná patogenní plíseň Phytophthora lateralis se rozšířila v některých místech výskytu cypřišku Lawsonova, hlavně ve vnitrozemí Kalifornie, a ničí stromy bez ohledu na jejích věk. Není znám způsob jak toto šíření zastavit chemicky, ani nejsou odolné klony stromů. Soudí se, že plíseň je rozšiřována vodou, zvířaty a lidmi.

## Zajímavost
Stromy dosahují ve své domovině úctyhodných rozměrů i stáří.
- Nejmohutnější roste v Siskiyou National Forest v Oregonu, má výčetní tloušťku kmene 365 cm, výšku 69,8 m a šířku koruny 12 m (v r. 1998).
- Nejvyšší lze nalézt v Jed Smith State Park v Kalifornii, je vysoký 81,08 m a kmen má průměr 280,4 cm (v r. 2009).
- Věk nejstarších stromů je odhadován na 560 let.[6]

## Galerie

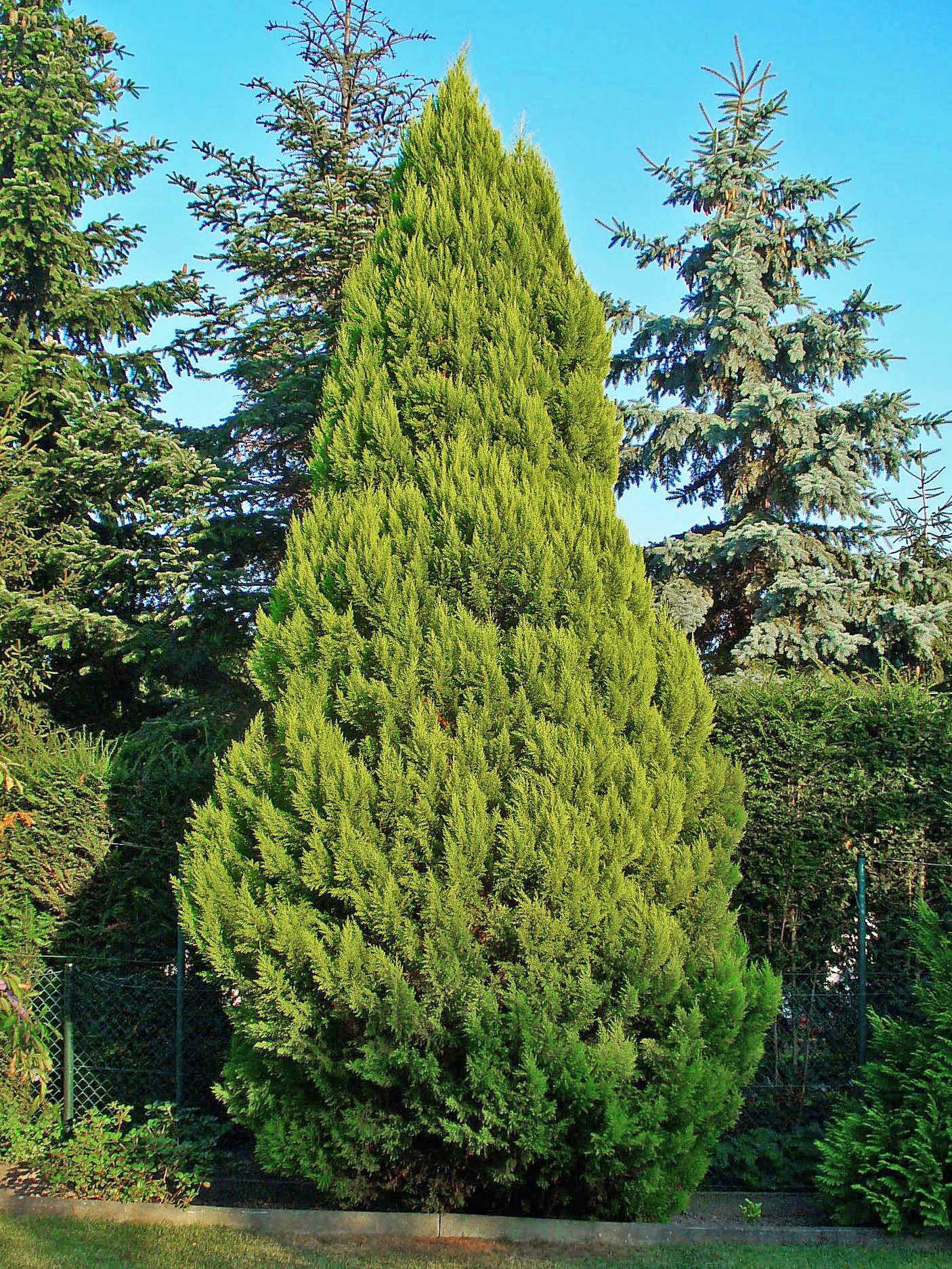
Známý ze zahrad
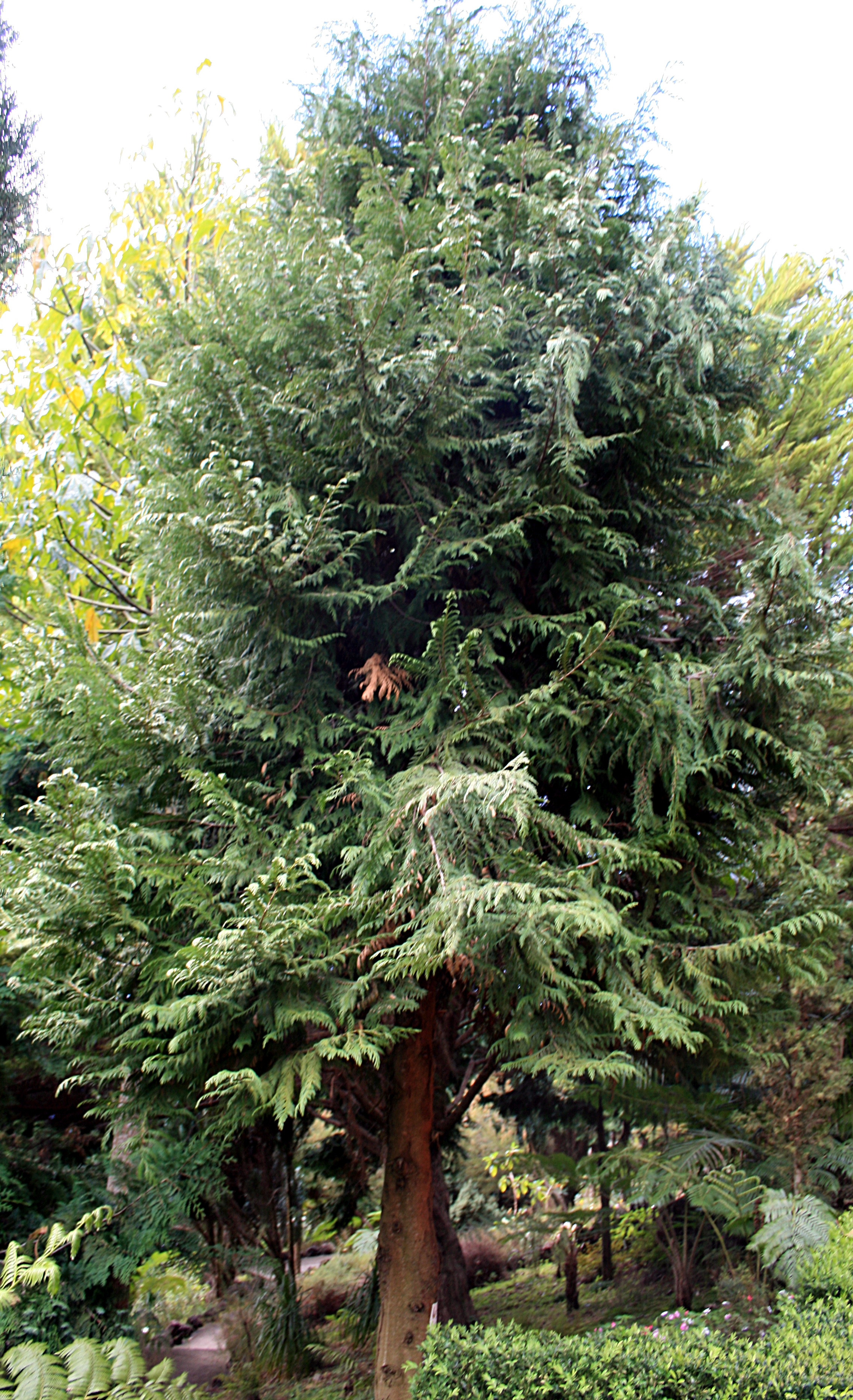
Poněkud odlišný
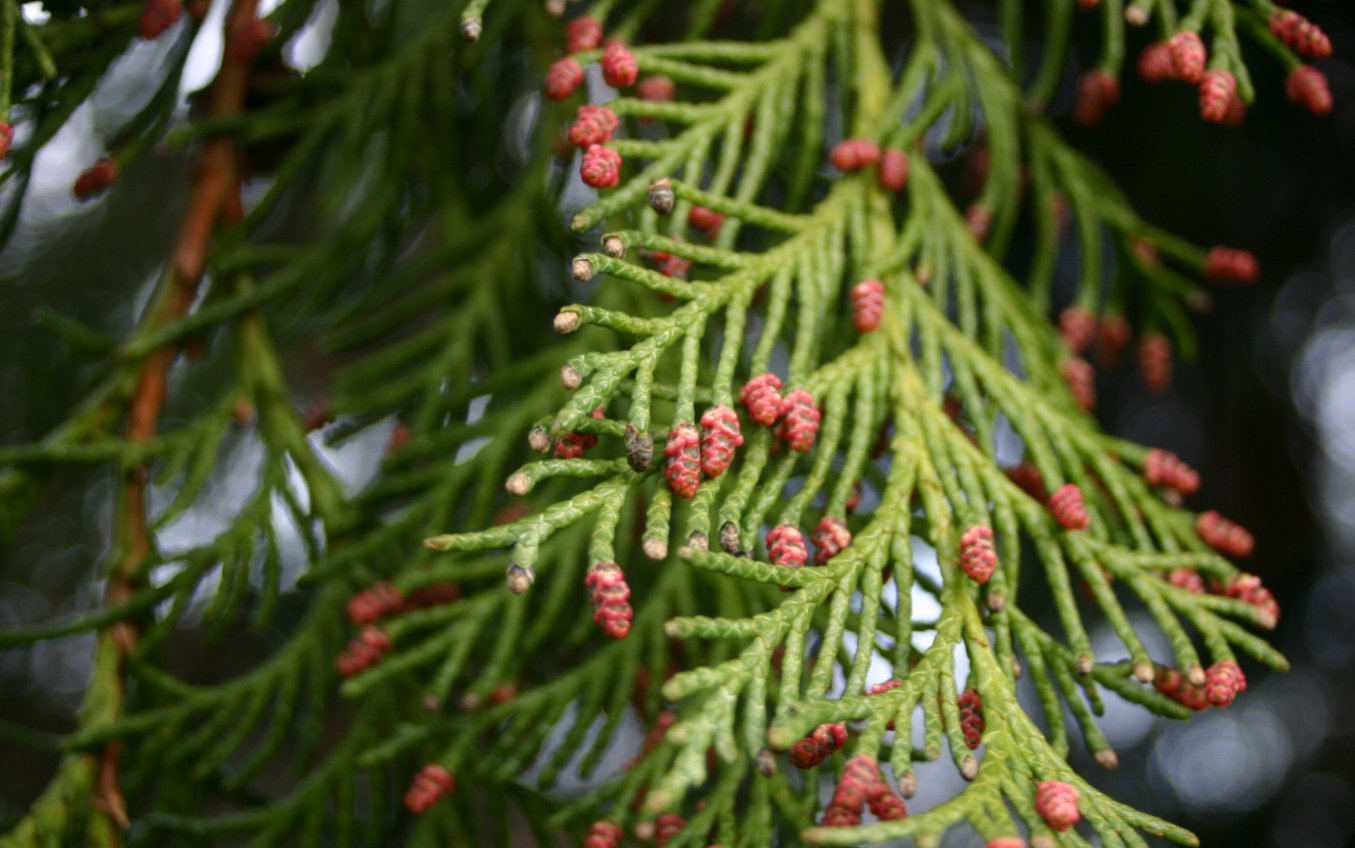
Samčí šištice
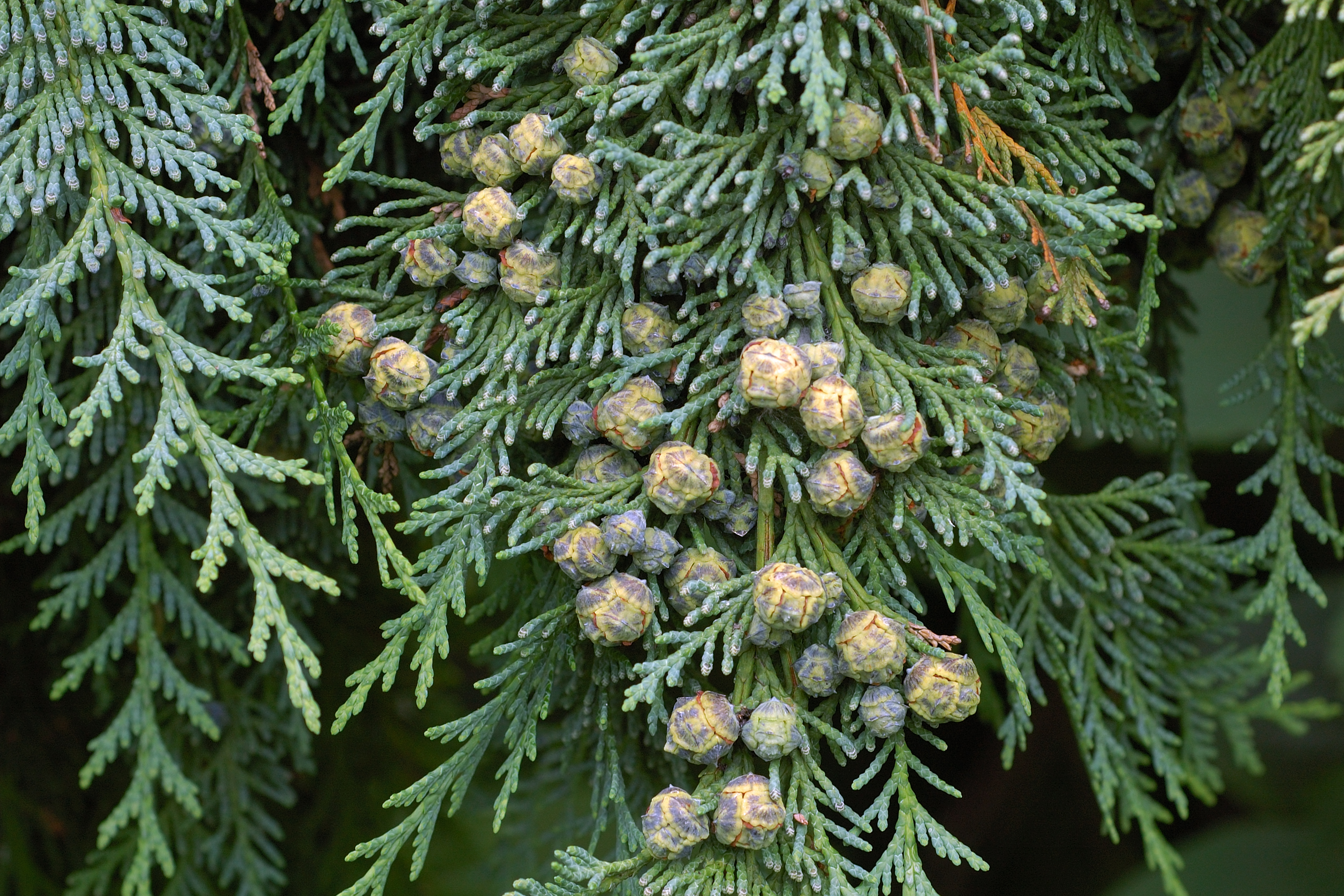
Samičí šištice